# Eisbachtaler Sportfreunde
Die Eisbachtaler Sportfreunde von 1919 sind ein in Nentershausen ansässiger Fußballverein aus dem Westerwald. Neben Fußball wird bei den „Eisbären“ auch Tischtennis gespielt.

## Geschichte
Die Sportfreunde entstanden am 1. Juli 1966 als Jugendspielgemeinschaft der Vereine SC Großholbach, TuS Girod-Kleinholbach, VfR Nomborn, TuS Heilberscheid und TuS Nentershausen. Nach dem ältesten dieser Ursprungsvereine gibt der jetzige Verein als Gründungsjahr 1919 an. Von 1972 an spielte der Verein in der zweitklassigen Regionalliga Südwest. Bedingt durch die Gründung der 2. Bundesliga wurde der Verein im Jahr 1974 in die Amateurklasse eingestuft, 1978 war er Gründungsmitglied der neuen Amateur-Oberliga Südwest, wo er sich bis 1986 hielt.
Nach dem Wiederaufstieg 1990 etablierten sich die Sportfreunde erneut in der Oberliga und standen mehrfach knapp vor dem Aufstieg in die Regionalliga. Sowohl 1995 als auch 1998 wurde man Zweiter der Oberliga Südwest. 2003 stiegen die Eisbachtaler erneut ab und nach einer scheinbaren Etablierung in der Rheinlandliga ging es 2007 überraschend wiederum in die Bezirksliga herunter. 2008 gelang der direkte Wiederaufstieg nach der Relegation, für die man sich als Bezirksliga-Zweiter qualifiziert hatte. Drei Spieltage vor Schluss stand Eisbachtal in der Saison 2008/09 als Rheinlandmeister fest und schaffte damit die Rückkehr in die nunmehr fünftklassige Oberliga Südwest. Nach zwei Jahren stiegen die Westerwälder als Tabellenletzter der Oberliga aber wieder in die Rheinlandliga ab.
Die Sportfreunde Eisbachtal waren in der Vergangenheit insgesamt siebenmal für die DFB-Pokal-Hauptrunde qualifiziert. Zweimal erreichte der Verein dabei die 2. Runde, 1976/77 unterlag man Hassia Bingen mit 0:4 und 1998/99 folgte nach einem Erstrundensieg über den FC Gütersloh eine 1:4-Niederlage gegen Rot-Weiß Oberhausen vor 2500 Zuschauern. In besonderer Erinnerung bleiben aber wohl die DFB-Pokal-Duelle gegen den FC Schalke 04, den die Sportfreunde zweimal zugelost bekamen. Im Jahr 1979 unterlag man den Königsblauen durch ein Tor von Klaus Fischer mit 0:1 vor 6700 Zuschauern und 1985 musste sich der Verein vor 7200 Besuchern knapp mit 1:2 geschlagen geben.

## Erfolge
- Meister Amateurliga Rheinland 1972
- Meister Rheinlandliga 1990, 2009, 2019
- DFB-Pokal-Teilnehmer 1974, 1976, 1977, 1979, 1980, 1985, 1998

## Bekannte Spieler
Bekannte ehemalige Spieler der Sportfreunde sind Roman Weidenfeller, Klaus Hommrich, Matheo Raab, Antônio da Silva und Arno Glesius. Günter Breitzke, der vier Jahre mit Borussia Dortmund erstklassig spielte, beendete seine Karriere bei den Sportfreunden. Außerdem hat der später langjährige Bundesligatrainer Reinhard Saftig eine Saison für die Eisbären gespielt.

## Stadion
Die Sportfreunde Eisbachtal tragen ihre Heimspiele im 6000 Zuschauer fassenden Eisbachtalstadion in Nentershausen im Westerwald aus, das sowohl über einen Rasen- als auch einen Kunstrasenplatz verfügt. Bis zum Jahr 1972 wurde im Waldstadion Großholbach gespielt, welches zur Ortsgemeinde Großholbach gehört.